# Loma Negra (empresa)
Loma Negra Compañía Industrial Argentina S.A. (BCBA: LOMA) es una empresa argentina fabricante de cemento y concreto.
La empresa es propiedad de InterCement, parte del holding brasileño Mover Participações.

## Historia

### Fundación y primeros años
El descubrimiento en 1926 de grandes depósitos de piedra caliza por Alfredo Fortabat en su estancia de San Jacinto le llevó a tomar la decisión de abrir una fábrica de cemento en el caserío cercano de Loma Negra (al sur de Olavarría). La elección del lugar hizo que Fortabat bautizara su nueva empresa Loma Negra. La planta de cemento se construyó en 1927 y, a principios de los años 1950, ya producía cerca de 500 000 toneladas de cemento al año.

### Consolidación
Las nuevas instalaciones en las ciudades de la cordillera de los Andes de San Juan y Zapala, inauguradas en la década de 1960, hicieron de Loma Negra el líder de la producción de cemento y hormigón en la Argentina. En los años 1980, la empresa abrió su primera instalación de cemento Portland en la localidad de Catamarca.
Fortabat falleció en 1976 y su viuda, María Amalia Lacroze de Fortabat, se convirtió en la accionista mayoritaria y presidenta. Loma Negra mejoró su posición de liderazgo en el mercado de su industria a nivel local al adquirir la recién privatizada línea de ferrocarril Ferrosur Roca y a un competidor principal, Cementos San Martín S.A., en 1992; ese año Fortabat inauguró la nueva sede del grupo en el centro de Buenos Aires.
La empresa se diversificó en la industria del reciclaje en 1995 con el lanzamiento de Recycomb, cuya planta se construyó en Cañuelas (oeste de Buenos Aires). En 1998 la compañía adquirió cinco plantas productoras de concreto y en 2001 inauguró una nueva planta que le dio una capacidad de producción de 1,6 millones de toneladas de clínker.
Sin embargo, deudas cercanas a los 270 millones de dólares contraídas en gran parte durante la crisis económica de 2001 y la avanzada edad de la señora Fortabat la llevaron a vender su participación del 80%. De esta manera, la empresa fue transferida al conglomerado brasileño Camargo Corrêa en mayo de 2005 por poco más de 1 000 millones de dólares, a través de la empresa InterCement.
Loma Negra, en ese momento, representaba la mitad de los 6 millones de toneladas de cemento producidas en todo el país. Tras un período de rápido crecimiento de la economía argentina, en 2007 se produjeron en el país casi 10 millones de toneladas de cemento al año, de las cuales Loma Negra mantuvo una cuota de mercado del 48%. En 2008, el conglomerado mexicano Cemex expresó su interés en adquirir una participación mayoritaria en Loma Negra.
A pesar de la modesta disminución de la actividad de construcción local desde 2008 como resultado de la inestabilidad financiera mundial, en noviembre se anunció un programa quinquenal de 235 millones de dólares para ampliar la capacidad en un 20%. De igual manera, en 2019 la empresa realizó una inversión de 355 millones de dólares para duplicar su producción.

### Crisis de InterCement
En el marco de la convocatoria de acreedores de InterCement, se empezó a negociar un acuerdo entre los acreedores de la empresa para definir quién se quedaría con las acciones mayoritarias de Loma Negra, entre los que se encuentran Pampa Energía y Sacde.